# Hang on Sloopy
Hang on Sloopy é o título da canção de rock composta em 1964 por Wes Farrell e Bert Russell, lançada no ano seguinte pelo conjunto The McCoys e que atingiu o primeiro lugar no Billboard Hot 100 nos Estados Unidos naquele ano.

## Histórico
O grupo The McCoys fora constituído em 1962 pelos irmãos Rick e Randy Zehringer; quando eles se misturaram aos integrantes do grupo The Strangeloves, assinaram um contrato com Bert Berns, que operava com a Bang Records, e este insistiu para gravassem uma versão de seu hit "My Girl Sloopy" (gravada originalmente em 1964 pelo conjunto The Vibrations), então rebatizada como Hang on Sloopy.
O arranjo então adotado trazia um toque principal e enérgico da guitarra, vindo a ser considerado um clássico do rock de garagem estadunidense.

## Regravações e execuções
Em 1965 teve sua primeira regravação com o ‘’Rampsey Lewis Trio”.
A canção fez parte do repertório do conjunto Rolling Stones durante sua turnê europeia de 1966; desde então a banda ficou sem executá-la, num "jejum" que durou quase cinquenta anos até sua apresentação no Ohio Stadium, em 2015.
No Brasil a canção ganhou, já em 1966, uma versão de sucesso lançada pela dupla Leno e Lilian, intitulada "Pobre Menina", no contexto do programa televisivo Jovem Guarda.

## Impacto cultural
Berns, que também compôs Twist and Shout, recebeu por suas composições a homenagem póstuma de figurar no Hall da Fama do Rock, em 2016.
Algumas pessoas entendem que a letra se refere ao personagem ‘’Snoopy’’, ao invés de “Sloopy”, sobretudo quando cantada nos estádios como forma de incentivar o time.

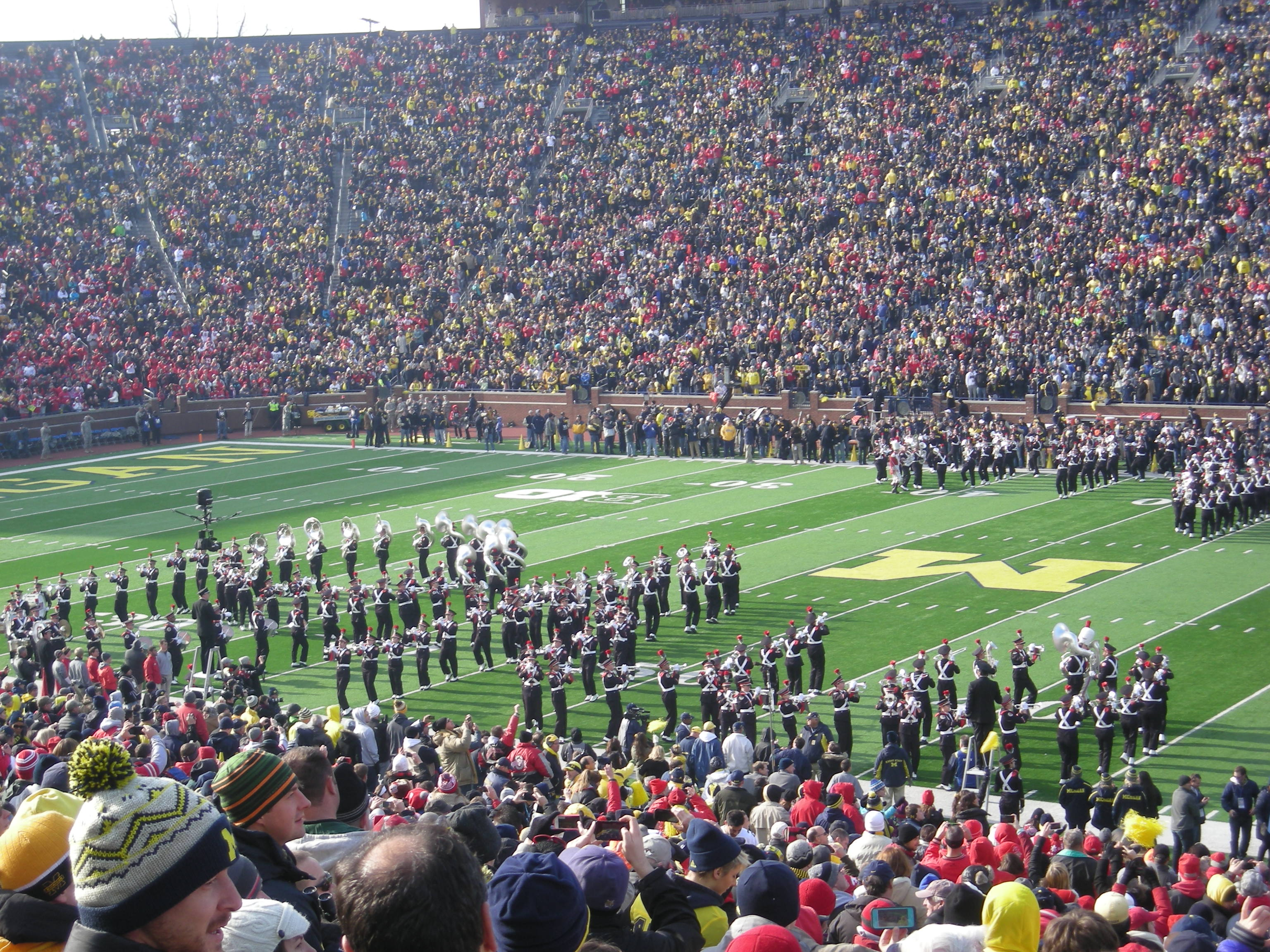
A Ohio State Band apresenta-se no intervalo do "Buckeyes".

Em 1985 a Assembleia Geral do estado americano de Ohio adotou a canção como a oficial do estado, a primeira composição de rock a ter tal status; isto se deu porque o então estudante da Universidade Estadual de Ohio, John Tatgenhorst, convencera o diretor banda da instituição, Charlie Spohn, a preparar um arranjo instrumental da canção que ele ouvira, ainda na versão original My Girl Sloopy, numa feira estadual. Assim, a 9 de outubro de 1965 - uma semana após The McCoys atingirem o topo das paradas nacionais com a canção - a banda marcial da Universidade executou pela primeira vez, no intervalo da competição esportiva Ohio State Buckeyes, o arranjo feito por Tatgerhorst; em 2015, comemorando o cinquentenário daquela primeira exibição, todas as competições esportivas do estado executaram a música. Durante o refrão é costume a plateia soletrar, em inglês, as letras do nome do estado: 0-H-I-O.